# 天野ひかり
天野 ひかり（あまの ひかり、1965年6月11日 - ）は、日本のフリーアナウンサー、NPO法人「親子コミュニケーションラボ」代表理事。株式会社インプレオ所属。

## 来歴
愛知県岡崎市出身。岡崎市立美川中学校卒業。愛知県立岡崎高等学校卒業。上智大学文学部卒業。大学卒業後、1989年にテレビ愛知に入社。同局の番組『5時ですテレビ愛知ニュース』で、キャスターを務めた後、1995年の東京MXテレビの開局とともに同局へ移籍し、映像記者兼キャスターとして勤務した。東京NEWSのメインといえる平日22時の初代担当を務め、その後土曜特集でも司会を務めるなど、当時のMXTVの看板的存在であった。
フリー転向後はNHKの番組を中心に出演し、2008年3月まで教育テレビの番組『すくすく子育て』でキャスターを務めていた。かつては、株式会社ライムライトに所属していた。
現在、娘1人を持つ母親。

## 担当番組

### テレビ愛知時代
- 5時ですテレビ愛知ニュース（キャスター）

### 東京MXテレビ時代
- 東京NEWS（キャスター）

### フリー転向後
- ラジオほっとタイム（NHKラジオ第1、プレゼンター）
- 土曜ほっとタイム（NHKラジオ第1、リポーター）
- 金曜フォーラム（NHK教育テレビ、ナレーション）
- インターネット ディベート（NHK BS1、キャスター）
- なんでもかんでもテレビ（NHK BS2、キャスター）
- ボランティアネット情報（NHK BS2、キャスター）
- テレメンタリー2004（テレビ朝日、ナレーション）
- すくすく子育て（NHK教育テレビ、2005年4月 - 2008年3月、キャスター）

## 著書
- 『天野ひかりのハッピーのびのび子育て』 辰巳出版、2006年7月6日。ISBN 978-4777802807
- 『子どもが聴いてくれて話してくれる会話のコツ』 サンクチュアリ出版、2016年5月23日。ISBN 978-4801400252